# Haruhiko Sato
Haruhiko Sato (佐藤 陽彦 Sato Haruhiko?), född 27 juni 1978 i Tokyo prefektur, är en japansk före detta fotbollsspelare.
Sato började sin karriär 1997 i Kyoto Purple Sanga. 1999 flyttade han till Sagan Tosu. Han spelade 211 ligamatcher för klubben. Efter Sagan Tosu spelade han för ALO:s Hokuriku. Han avslutade karriären 2006.